# Mia P. Manansala
Mia P. Manansala, est une romancière américaine, autrice de roman policier.

## Œuvre

### Romans

#### SérieLila Macapagal
- Arsenic and Adobo (2021)
  - L'Art meurtrier du lait de coco, Le Cherche midi, 2024
- Homicide and Halo Halo (2022)
- Blackmail and Bibingka (2022)
- Murder and Mamon (2023)

## Prix et distinctions

### Prix
- Prix Agatha 2021 du meilleur premier roman pour Arsenic and Adobo[1]
- Prix Anthony 2022 du meilleur premier roman pour Arsenic and Adobo[2]
- Prix Macavity 2022 du meilleur premier roman pour Arsenic and Adobo[3]

### Nominations
- Prix Lefty 2022 du meilleur premier roman pour Arsenic and Adobo[4]
- Prix Barry 2022 du meilleur livre de poche original pour Arsenic and Adobo[5]
- Prix Barry 2024 du meilleur livre de poche original pour Murder and Mamon[5]